# Попов, Константин Сергеевич (биатлонист)
Константин Сергеевич Попов (28 июля 1972, Новый Зай, Челнинский район, Татарская АССР) — российский биатлонист, участник Кубка мира, чемпион и призёр чемпионата России по биатлону, чемпион и призёр чемпионата мира по летнему биатлону. Мастер спорта России международного класса.

## Биография
Выступал за спортивный клуб Вооружённых Сил и город Новосибирск, тренер — Яков Викторович Казанцев.
На чемпионате мира по летнему биатлону 1997 года в Кракове стал серебряным призёром в эстафете в составе сборной России, также завоевал серебро в гонке преследования. Спустя год на летнем чемпионате мира в Брезно (Осрбли) стал чемпионом в эстафете, бронзовым призёром в пасьюте и занял пятое место в спринте.
В сезоне 1997/98 выступал в зимнем биатлоне на Кубке мира. Дебютировал в индивидуальной гонке на этапе в Поклюке, заняв 46-е место. В своей третьей гонке, индивидуалке на этапе в Хохфильцене, занял 13-е место и показал свой лучший результат на уровне Кубка мира. Всего стартовал в четырёх гонках. По итогам сезона 1997/98 занял 54-е место в общем зачёте с 18 очками.
На уровне чемпионата России неоднократно выигрывал золотые медали, в том числе в 2001 году в эстафете, в 2002 году в гонке патрулей, в 2003 году в эстафете и гонке патрулей, в 2005 году в командной гонке. Также становился серебряным призёром в 2003 и 2004 годах в командной гонке. В летнем биатлоне становился серебряным призёром чемпионата страны в эстафете (2003).
Окончил Новосибирский государственный педагогический университет (1999). После окончания спортивной карьеры работает тренером в «Центре биатлона» в Новосибирске, имеет звание «тренер высшей категории».